# Saint-Louis-de-Brisach
Saint-Louis de Brisach est une ville disparue créée ex nihilo par Vauban en 1678 sur ordre de Louis XIV. Implantée sur la rive gauche du Rhin, face à Vieux-Brisach annexée en 1648, elle doit servir de base à l’armée et à l’administration française en Alsace. La ville est encore en construction quand le traité de Ryswick, qui restitue Vieux-Brisach au Saint-Empire romain germanique, est signé en 1697. Devenue intenable Saint-Louis-de-Brisach est rasée entre 1698 et 1699, tandis que sa remplaçante, Neuf-Brisach, est construire quelques kilomètres plus à l’Ouest. L’emplacement de la ville a été bouleversé par les travaux de canalisation du Rhin au XIXe siècle et il n’en subsiste que les ruines du fort Mortier, qui protégeait au sud-ouest la ville et le pont sur le Rhin.

## Histoire
Pendant la guerre de Trente Ans, le royaume de France annexe Brisach, une place-forte stratégique située sur la rive droite du Rhin et permettant de contrôler sa traversée. Afin d’améliorer la défense du pont, Vauban construit peu de temps après une demi-lune sur la rive gauche et le fort Saint-Jacques sur une île intermédiaire. Dès 1668, il existe autour de ces fortifications une petite localité habitée par les ouvriers affectés à leur construction. Celle-ci est appelée Strohstadt, « ville de paille », probablement du fait qu’elle n’est composée alors que de cabanes aux toits de chaume.
Au début de l’année 1675, les Français rasent le village proche de Biesheim, qui avait servi de base aux impériaux l’année précédente. Il est alors décidé de construire une ville nouvelle à l’emplacement de Strohstadt afin de loger l’ancienne population de Biesheim et d’héberger l’administration civile et militaire française. La ville se développe toutefois assez lentement. Les fortifications ne sont construites qu’en 1681.
En 1697, la ville compte environ mille cinq-cent habitants. Le traité de Ryswick met toutefois fin à son expansion : elle se trouve en effet bien trop proche de Vieux-Brisach, que le traité restitue au Saint-Empire romain germanique, ce qui la rend très vulnérable. La ville est donc progressivement démolie à partir de l’année suivante, les matériaux étant remployés pour construire sa remplaçante, Neuf-Brisach, à quelques kilomètres plus à l’ouest. Toutefois, les paysans ne déménagent pas dans la nouvelle ville et préfèrent retourner sur le site de Biesheim, où le village est reconstruit.
La démolition est en grande partie achevée en 1700, mais certains bâtiments subsistent encore en 1710.

## Administration

### Administration civile
La ville dispose de plusieurs niveaux d’administration. La plus importante est le Conseil souverain d’Alsace, dont la juridiction est la province entière. Installé à Brisach depuis 1674, il ne peut y fonctionner correctement en raison du manque de locaux adaptés. Il est décidé le 20 août 1679 de construire à Saint-Louis-de-Brisach un palais pour l’héberger, dont la construction s’achève en juin 1681. Le Conseil se développe considérablement dans les années suivantes, avec notamment l’ajout d’une seconde chambre en avril 1694. La dernière séance a lieu dans la ville le 10 mai 1698 puis le Conseil est transféré à Colmar.
La ville est également à partir de 1682 d’un bailliage, siège de la juridiction régionale. À l’échelon local, Strohstadt est d’abord administré par le prévôt de Biesheim, avant qu’un prévôt soit installé dans la ville même à partir de 1675. Jusqu’en 1678, ce prévôt est nommé par le magistrat de Brisach puis, après cette date, directement par le roi. D’autres fonctions relevant du roi sont également présentes comme un notaire royal ou un receveur des Domaines du roi. L’administration municipale semble avoir été assurée par un bourgmestre et des conseillers.

### Administration militaire
Le couple Brisach et Saint-Louis-de-Brisach constitue une importante place-forte frontalière, dans laquelle transitent de nombreux régiments. Le commandement militaire est assuré par le gouverneur de Brisach, le maréchal des camps et armées du roi Ponchon de la Chetardie. Il est assisté par un major siègeant à Saint-Louis-de-Brisach. À partir du 22 juin 1682, la ville abrite une compagnie de cadets, qui est toutefois dissoute le 1er août 1694.
La ville comprend également un hôpital militaire, ainsi qu’une fonderie de canons. Tenue par Jean-Jacques Keller, c’est ici qu’est conçu et fabriqué le mortier qui donne son nom au Fort Mortier.

### Administration religieuse
Avant 1677, la population habitant Strohstadt est rattachée à la paroisse de Brisach, le culte se déroulant dans l’église de cette ville. Un lieu de culte est mentionné pour la première fois le 8 juillet 1677, mais la consécration de l’église Saint-Jean n’a lieu qu’en 1686. Elle est d’abord desservi par les Augustins du couvent de Brisach, puis, à partir de 1681 par son propre curé. Il existe également un oratoire situé au fort. Un couvent de récollets se trouve également dans la ville, bien qu’il ne semble pas avoir compté plus que cinq frères.
Si une trentaine de familles juives habite la ville, les conditions d’exercice de leur culte avant 1681 ne sont pas connues. À partir de cette date, le Conseil souverain d’Alsace impose à Aaron Wormser, rabbin de Haute et Basse-Alsace, de s’installer dans la ville et d’y célébrer le culte juif. celui-ci a lieu dans une maison désignée par le Conseil souverain.